# Les Pinasses
Les Pinasses és una muntanya de 625 metres que es troba entre els municipis de Balsareny i de Castellnou de Bages, a la comarca catalana del Bages.
Al cim s'hi troba un vèrtex geodèsic (referència 281104002).